# Сан-Кристован (Сержипи)
Сан-Кристован (порт. São Cristóvão) — муниципалитет в Бразилии, входит в штат Сержипи. Составная часть мезорегиона Восток штата Сержипи. Входит в экономико-статистический микрорегион Аракажу. Население составляет 77 278 человек на 2006 год. Занимает площадь 432,4 км². Плотность населения — 178,8 чел./км².
Покровителем города считается Богоматерь да-Витория.

## История
Город основан в 1590 году. Это — первое поселение португальских колонистов на территории Сержипи.

## Статистика
- Валовой внутренний продукт на 2004 составляет 246.521.000,00 реалов (данные: Бразильский институт географии и статистики).
- Валовой внутренний продукт на душу населения на 2004 составляет 3.358,00 реалов (данные: Бразильский институт географии и статистики).
- Индекс развития человеческого потенциала на 2000 составляет 0,700 (данные: Программа развития ООН).

## География
Климат местности: тропический.